# ConnectBot
ConnectBot – bezpłatny klient usług SSH i Telnet, działający pod systemem operacyjnym Android.
Pozwala uzyskać dostęp do plików, konsoli, zasobów serwera oraz tworzyć bezpieczne tunele.
Autoryzuje przy pomocy hasła albo pary kluczy (prywatny i publiczny).
Podstawowym ograniczeniem programu jest brak na klawiaturze klawisza alt.
Program aktualnie jest nierozwijany. Jego następcą jest VX ConnectBot, w którym usunięto to ograniczenie i dodano nowe funkcje.